# Little Bitterroot Lake (Montana)
Little Bitterroot Lake es un lugar designado por el censo ubicado en el condado de Flathead en el estado estadounidense de Montana. En el Censo de 2010 tenía una población de 194 habitantes y una densidad poblacional de 5,7 personas por km².

## Geografía
Little Bitterroot Lake se encuentra ubicado en las coordenadas 48°7′31″N 114°43′55″O / 48.12528, -114.73194. Según la Oficina del Censo de los Estados Unidos, Little Bitterroot Lake tiene una superficie total de 34.04 km², de la cual 21.82 km² corresponden a tierra firme y (35.91%) 12.22 km² es agua.

## Demografía
Según el censo de 2010, había 194 personas residiendo en Little Bitterroot Lake. La densidad de población era de 5,7 hab./km². De los 194 habitantes, Little Bitterroot Lake estaba compuesto por el 98.45% blancos, el 0% eran afroamericanos, el 1.03% eran amerindios, el 0% eran asiáticos, el 0.52% eran isleños del Pacífico, el 0% eran de otras razas y el 0% pertenecían a dos o más razas. Del total de la población el 0.52% eran hispanos o latinos de cualquier raza.